# Jan Březina
Jan Březina, né le 14 avril 1954 à Konice, est un homme politique tchèque. Il est député européen pour le TOP 09 (membre du Parti populaire européen) et fait partie de la Commission de l'industrie, de la recherche et de l'énergie de 2004 à 2014.